# Lady Luck
Lady luck is een nummer en single van Jamie Woon.

## Tracklist
| Soort geluidsdrager | Uitgebracht | Tracks                                   | Duur |
| ------------------- | ----------- | ---------------------------------------- | ---- |
| Cd-single           | 07-03-2011  | Lady luck (Radio Edit)                   | 3:34 |
| Cd-single           | 07-03-2011  | Lady luck                                | 3:34 |
| Cd-single           | 07-03-2011  | Lady luck (Alt.)                         | 4:11 |
| Cd-single           | 09-05-2011  | Lady luck (Live in Living Room @ StuBru) | 4:52 |

## Hitnoteringen
| Hitlijst            | Datum van binnenkomst | Hoogste positie | Aantal weken | Laatste notering |
| ------------------- | --------------------- | --------------- | ------------ | ---------------- |
| Single Top 100      | 09-04-2011            | 56              | 5            | 07-05-2011       |
| Vlaamse Ultratop 50 | 16-04-2011            | 29              | 7            | 28-05-2011       |
| Waalse Ultratop 50  | 23-04-2011            | tip 21          |              | 21-05-2011       |
| Deense Top 40       | 13-05-2011            | 14              | 4            | 10-06-2011       |
| Franse Top 200      | 11-06-2011            | 84              | 1            | 11-06-2011       |

## Versie Michel Cleis
In 2013 wordt het nummer gecoverd door Michel Cleis onder de titel Hey lady luck.
In de week van 22 juni 2013 was het een Dancesmash op Radio 538.

### Tracklist
| Soort geluidsdrager | Uitgebracht | Tracks                     | Duur |
| ------------------- | ----------- | -------------------------- | ---- |
| Download            | 17-06-2013  | Hey lady luck (Radio Edit) | 3:04 |

### Hitnoteringen
| Hitlijst            | Datum van binnenkomst | Hoogste positie | Aantal weken | Laatste notering |
| ------------------- | --------------------- | --------------- | ------------ | ---------------- |
| Single Top 100      | 22-06-2013            | 14              | 16           | 05-10-2013       |
| Nederlandse Top 40  | 29-06-2013            | 12              | 12           | 14-09-2013       |
| Vlaamse Ultratop 50 | 17-08-2013            | 18              | 7            | 28-09-2013       |
| Waalse Ultratop 50  | 13-07-2013            | tip 30          |              | *                |

### Nederlandse Top 40
| Hitnotering: 29-06-2013 t/m 14-09-2013 | Hitnotering: 29-06-2013 t/m 14-09-2013 | Hitnotering: 29-06-2013 t/m 14-09-2013 | Hitnotering: 29-06-2013 t/m 14-09-2013 | Hitnotering: 29-06-2013 t/m 14-09-2013 | Hitnotering: 29-06-2013 t/m 14-09-2013 | Hitnotering: 29-06-2013 t/m 14-09-2013 | Hitnotering: 29-06-2013 t/m 14-09-2013 | Hitnotering: 29-06-2013 t/m 14-09-2013 | Hitnotering: 29-06-2013 t/m 14-09-2013 | Hitnotering: 29-06-2013 t/m 14-09-2013 | Hitnotering: 29-06-2013 t/m 14-09-2013 | Hitnotering: 29-06-2013 t/m 14-09-2013 | Hitnotering: 29-06-2013 t/m 14-09-2013 |
| Week:                                  | 1                                      | 2                                      | 3                                      | 4                                      | 5                                      | 6                                      | 7                                      | 8                                      | 9                                      | 10                                     | 11                                     | 12                                     |                                        |
| -------------------------------------- | -------------------------------------- | -------------------------------------- | -------------------------------------- | -------------------------------------- | -------------------------------------- | -------------------------------------- | -------------------------------------- | -------------------------------------- | -------------------------------------- | -------------------------------------- | -------------------------------------- | -------------------------------------- | -------------------------------------- |
| Positie:                               | 37                                     | 21                                     | 14                                     | 12                                     | 13                                     | 13                                     | 13                                     | 12                                     | 14                                     | 21                                     | 27                                     | 33                                     | uit                                    |

### NederlandseSingle Top 100
| Hitnotering: 22-06-2013 t/m | Hitnotering: 22-06-2013 t/m | Hitnotering: 22-06-2013 t/m | Hitnotering: 22-06-2013 t/m | Hitnotering: 22-06-2013 t/m | Hitnotering: 22-06-2013 t/m | Hitnotering: 22-06-2013 t/m | Hitnotering: 22-06-2013 t/m | Hitnotering: 22-06-2013 t/m | Hitnotering: 22-06-2013 t/m | Hitnotering: 22-06-2013 t/m | Hitnotering: 22-06-2013 t/m | Hitnotering: 22-06-2013 t/m | Hitnotering: 22-06-2013 t/m | Hitnotering: 22-06-2013 t/m | Hitnotering: 22-06-2013 t/m | Hitnotering: 22-06-2013 t/m | Hitnotering: 22-06-2013 t/m | Hitnotering: 22-06-2013 t/m | Hitnotering: 22-06-2013 t/m | Hitnotering: 22-06-2013 t/m |
| Week:                       | 1                           | 2                           | 3                           | 4                           | 5                           | 6                           | 7                           | 8                           | 9                           | 10                          | 11                          | 12                          | 13                          | 14                          | 15                          | 16                          | 17                          | 18                          | 19                          | 20                          |
| --------------------------- | --------------------------- | --------------------------- | --------------------------- | --------------------------- | --------------------------- | --------------------------- | --------------------------- | --------------------------- | --------------------------- | --------------------------- | --------------------------- | --------------------------- | --------------------------- | --------------------------- | --------------------------- | --------------------------- | --------------------------- | --------------------------- | --------------------------- | --------------------------- |
| Positie:                    | 50                          | 23                          | 14                          | 15                          | 14                          | 17                          | 21                          | 17                          | 14                          | 17                          | 31                          | 33                          | 34                          | 50                          | 63                          | 94                          |                             |                             |                             |                             |